# Kotórz Mały (przystanek kolejowy)
Kotórz Mały – do 2000 stacja kolejowa, od 2005 przystanek osobowy w miejscowości Kotórz Mały, w województwie opolskim, w powiecie opolskim, w gminie Turawa, w Polsce.

## Ruch pasażerski
W roku 2017 przystanek obsługiwał 10–19 pasażerów na dobę. W roku 2022 dobowa wymiana pasażerska na przystanku wynosiła 20-49 pasażerów.